# Lijst van aardbevingen in Turkije

Aardbevingen in Turkije (1900-2023)
4 M_{w}
5 M_{w}
6 M_{w}
7 M_{w}

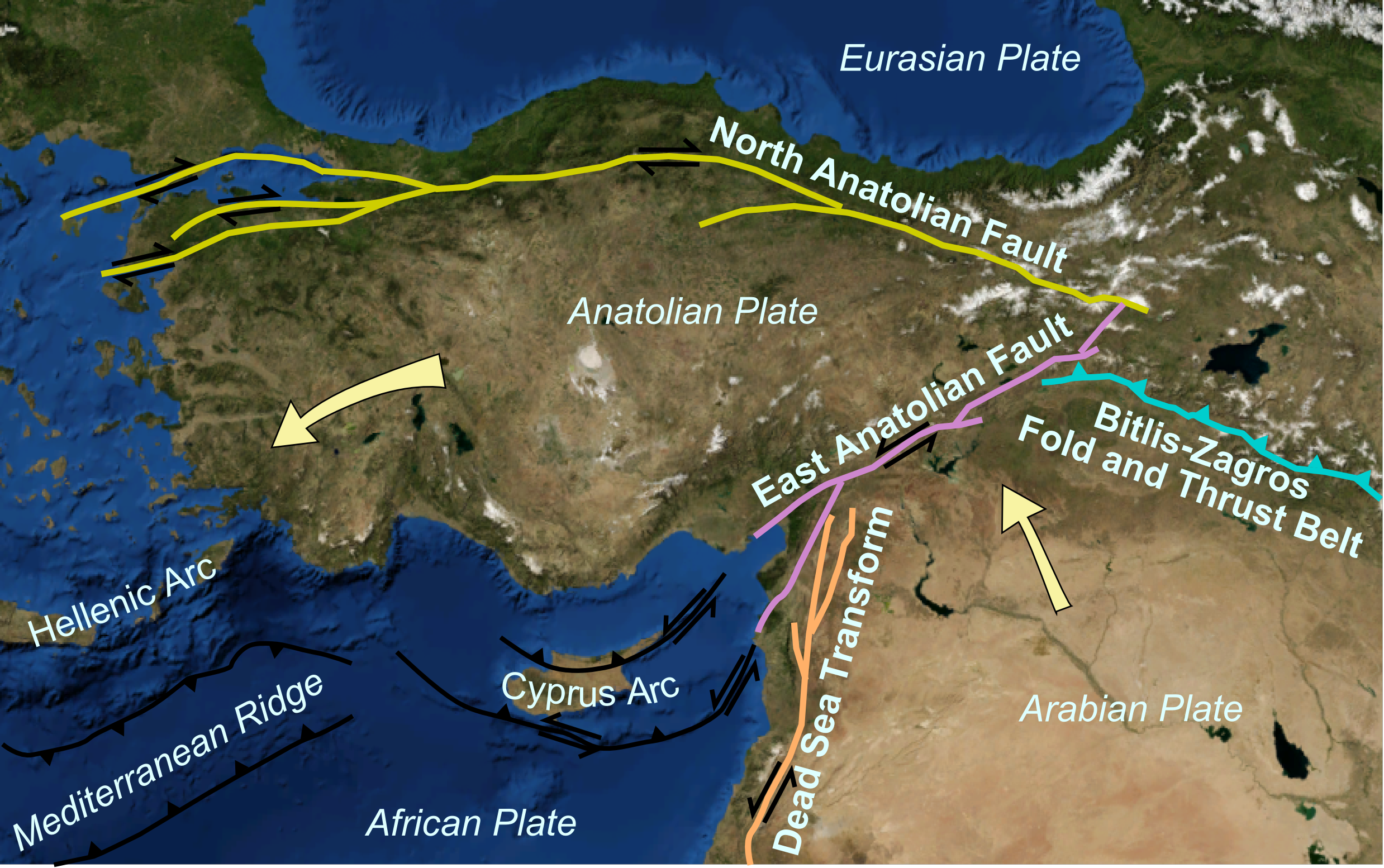
Kaart met plaatgrenzen die van invloed zijn in Turkije.

Dit is een lijst van aardbevingen in Turkije. Deze lijst bevat alleen zware aardbevingen die zich in Turkije hebben voorgedaan en dodelijke slachtoffers, gewonden en/of grote schade hebben veroorzaakt.

## Tektonische context
Turkije ligt in een regio met een hoge seismische activiteit en kent een lange geschiedenis van zware aardbevingen. Het grootste deel van het land bevindt zich op de Anatolische Plaat. Deze grenst aan de Euraziatische Plaat in het noorden, de Arabische Plaat in het oosten, de Afrikaanse Plaat in het zuiden en de Egeïsche microplaat in het westen. In het oosten van het land vormt de Zagros fold and thrust belt de grens tussen de noordwaarts bewegende Arabische en Euraziatische platen. De tektonische ontwikkelingen in het land worden vooral bepaald door krachten die op deze plaatgrenzen inwerken.
De zwaarste aardbevingen in Turkije vinden plaats langs de ongeveer 1500 kilometer lange Noord-Anatolische Breukzone, een rechts-laterale transformbreuk die de grens vormt tussen de Anatolische en Euraziatische platen. Zware aardbevingen komen ook voor in de 550 tot 700 kilometer lange Oost-Anatolische Breukzone, een links-laterale transformbreuk die de grens tussen de Anatolische en Arabische plaat markeert. Deze breukzone reikt tot aan de links-laterale Dode Zee-transformbreuk in het zuiden van Turkije. De Dode Zee-transformbreuk vormt de grens tussen de Afrikaanse en Arabische platen en was verantwoordelijk voor verschillende verwoestende historische aardbevingen in het gebied rond de stad Antakya (Antiochië).
In het oostelijke Middellandse Zeegebied schuift de Afrikaanse plaat in noordelijke tot noordoostelijke richting onder de Anatolische Plaat bij de Cyprus Boog en onder de Egeïsche Plaat bij de Helleense Boog. De Helleense Boog beweegt zuidwaarts, waardoor korstextensie ontstaat in de Egeïsche Plaat, hetgeen soms tot aardbevingen leidt in West-Turkije.
In Oost-Turkije ligt de aardbevingsgevoelige Bitlis-Zağros-Sutuur, die onderdeel is van de Zagros fold and thrust belt. Naast deze grote tektonische structuren zijn er in het land nog verschillende andere breukzones.
In de 20e eeuw werd Turkije getroffen door 111 aardbevingen met een magnitude van 5,0 of hoger. Aardbevingen waren gedurende de 20e eeuw verantwoordelijk voor circa 76 procent van de ongeveer 87.000 doden en 210.000 gewonden als gevolg van natuurrampen in Turkije. Aardverschuivingen droegen 10 procent bij, overstromingen 9 procent. Aardbevingen zijn dus het belangrijkste type natuurramp dat de bevolking van Turkije bedreigt. De Wereldbank schat de gemiddelde economische schade door aardbevingen in Turkije op 100 miljoen dollar per jaar.
Omdat gebouwen in Turkije minder aardbevingsbestendig zijn dan in sommige andere landen of regio's met een hoge seismische activiteit, zoals Japan of Californië, veroorzaken aardbevingen van dezelfde intensiteit in Turkije aanzienlijk meer dodelijke slachtoffers. In 2004, na de aardbeving van Izmit van 1999, werd een strenge aardbevingswet aangenomen. Zo moesten alle nieuw te bouwen gebouwen aardbevingsbestendig zijn. In 2009 was naar schatting een derde van de circa twintig miljoen woningen in Turkije onvoldoende bestand tegen aardbevingen en zouden versterkt of herbouwd moeten worden.
Hoewel de bouwvoorschriften met betrekking tot aardbevingsbestendigheid dus veel strenger werden, werden deze vervolgens onvoldoende in praktijk gebracht. En de handhaving van de wet door de staat schoot tekort. Begin februari 2023 had een en ander tot gevolg dat een zware aardbeving (7.8 Mw) met epicentrum in de grensregio met Syrië leidde tot grootschalige verwoesting van woongebouwen en infrastructuur en een dodental van meer dan 50.000, alleen al in Turkije.

## Significante aardbevingen
| Datum             | Tijdstip ‡        | Plaats, regio                  | Lat    | Long   | Doden                         | Magn.      | Opmerkingen | bron          |
| ----------------- | ----------------- | ------------------------------ | ------ | ------ | ----------------------------- | ---------- | --- | ------------- |
| 17 na Christus    | n/a               | Philadelphia (Alaşehir)        | 38.21  | 28.31  | n/a                           | n/a        | | [ 7 ]         |
| 13 december 115   |                   | Antiochië                      | 36.10  | 36.10  | ~260.000                      | 7,5 Ms     | | [ 8 ]         |
| 141 (of 142)      |                   | Lycië, Carië, Dodekanesos      | 36.70  | 28.00  | n/a                           |            | Veroorzaakte een grote tsunami met overstromingen op Rhodos. | [ 9 ]         |
| 262               |                   | Zuid- en westkust van Anatolië | 36.50  | 27.80  | n/a                           |            | De aardbeving beschadigde veel gebouwen in Efeze en veroorzaakte een tsunami die steden langs de kust trof. | [ 10 ]        |
| 19 mei 526        |                   | Antiochië                      |        |        | 250.000                       |            | De stad Antiochië werd zwaar beschadigd. De schattingen van het dodental variëren van 250.000 tot 300.000. | [ 12 ]        |
| 15 augustus 554   |                   | Anatolië                       |        |        |                               |            | De aardbeving veroorzaakte zware schade in de stad Tralles (het huidige Aydın) en op het eiland Kos. | [ 13 ]        |
| 14 december 557   |                   | Constantinopel                 | 40.90  | 28.70  | n/a                           |            | Istanboel werd "bijna volledig met de grond gelijk gemaakt" door de aardbeving. | [ 14 ]        |
| 1268              |                   | Cilicië, Anatolië              | 37.50  | 35.50  | 60.000                        | ~7         | | –             |
| 10 september 1509 |                   | Constantinopel                 | 40.90  | 28.70  | 10.000                        | 7.2 Mw     | | –             |
| 23 februari 1653  |                   | Smyrna                         | 38.20  | 28.20  | 2.500                         | 7.5        | | [ 15 ]        |
| 17 augustus 1668  |                   | Noord Anatolië                 | 40.90  | 36.00  | 8.000                         | 7.8-8.0 Ms | De zwaarste gekende aardbeving in Turkije, zie Aardbeving Noord-Anatolië 1668. | USGS          |
| 10 juli 1688      | 11:45             | Smyrna                         | 38.40  | 26.90  | 16.000                        | 7.0 Ms     | | [ 16 ]        |
| 22 mei 1766       | 05:10             | Constantinopel                 | 40.80  | 29.00  | 4.000                         | 7.1 Ms     | | [ 17 ]        |
| 28 februari 1855  | 01:00             | Bursa                          | 40.20  | 29.10  | 1.900                         | 6.7 Ms     | | [ 18 ]        |
| 2 juni 1859       | 10:30             | Erzurum                        | 39.90  | 41.30  | 15.000                        | 6.1 Ms     | | [ 19 ]        |
| 3 april 1881      | 11:30             | Chios, Çeşme, Alaçatı          | 38.25  | 26.25  | 7.866                         | 7.3 Mw     | | [ 20 ]        |
| 15 oktober 1883   | 13:30             | Çeşme, Izmir, Ayvalik          | 38.30  | 26.20  | 120+                          | 7.3 Ms     | | [ 21 ]        |
| 10 juli 1894      | 12:24             | Golf van İzmit                 | 40.73  | 29.25  | 1.300                         | 7.0 Ms     | | [ 22 ]        |
| 29 april 1903     | 01:46 lokale tijd | Malazgirt                      | 39.14  | 42.65  | 600                           | 6.7 Ms     | | [ 23 ] [ 24 ] |
| 9 augustus 1912   | 03:29 lokale tijd | Mürefte (Tekirdağ)             | 40.75  | 27.20  | 216                           | 7.3 MS     | | [ 23 ] [ 24 ] |
| 4 oktober 1914    | 00:07 lokale tijd | Burdur                         | 37.82  | 30.27  | 2.344                         | 6.9 MS     | | [ 23 ] [ 24 ] |
| 13 september 1924 | 16:34 lokale tijd | Horasan                        | 40.00  | 42.10  | 60                            | 6.8 Ms     | | [ 23 ] [ 24 ] |
| 22 oktober 1926   | 21:59 lokale tijd | Kars                           | 40.70  | 43.70  | 360                           | 6.0 Ms     | | [ 25 ]        |
| 31 maart 1928     | 02:29 lokale tijd | Smyrna                         | 38.50  | 28.00  | 50                            | 6.5 MS     | Een beving met een magnitude van 6.2 die de voorgaande dag plaatsvond was mogelijk een voorschok. | [ 23 ] [ 24 ] |
| 18 mei 1929       | 08:37 lokale tijd | Suşehri                        | 40.20  | 37.90  | 64                            | 6.1 Ms     | | [ 23 ] [ 24 ] |
| 7 mei 1930        | 00:34 lokale tijd | Hakkâri                        | 38.10  | 44.70  | 2.514                         | 7.2–7.5 Ms | | [ 26 ]        |
| 4 januari 1935    | 16:41 lokale tijd | Erdek                          | 40.40  | 27.50  | 5                             | 6.4 Ms     | | [ 23 ] [ 24 ] |
| 19 april 1938     | 12:59 lokale tijd | Kırşehir                       | 39.10  | 34.00  | 160                           | 6.6 MS     | | [ 23 ] [ 24 ] |
| 22 september 1939 | 02:36 lokale tijd | Dikili                         | 39.10  | 26.80  | 60                            | 6.6 MS     | | [ 23 ] [ 24 ] |
| 26 december 1939  | 23:57             | Erzincan                       | 39.77  | 39.53  | 32.700                        | 7.8 Mw     | | USGS          |
| 15 november 1942  | 19:01 lokale tijd | Bigadiç                        | 39.20  | 28.20  | 16                            | 6.1 MS     | | [ 23 ] [ 24 ] |
| 20 december 1942  | 14:03             | Erbaa                          | 40.87  | 36.47  | 3.000                         | 7.0 Ms     | | [ 27 ]        |
| 20 juni 1943      | 17:32 lokale tijd | Hendek                         | 40.60  | 30.50  | 336                           | 6.6 MS     | | [ 23 ] [ 24 ] |
| 26 november 1943  | 22:20             | Ladik                          | 40.87  | 33.65  | 2.824–5.000                   | 7.5 Mw     | |               |
| 1 februari 1944   | 03:25             | Gerede                         | 40.80  | 32.20  | 3.959                         | 7.5        | | [ 27 ]        |
| 6 oktober 1944    | 04:34 lokale tijd | Ayvalık                        | 39.37  | 26.53  | 30                            | 6.8 MS     | | [ 23 ] [ 24 ] |
| 17 augustus 1949  |                   | Karlıova                       | 39.54  | 40.57  | 450                           | 6.8        | | [ 27 ]        |
| 13 augustus 1951  | 18:36             | Kurşunlu                       | 40.88  | 32.87  | 50                            | 6.9        | | [ 27 ]        |
| 18 maart 1953     | 21:06 lokale tijd | Yenice                         | 40.02  | 27.53  | 265                           | 7.2 MS     | | [ 23 ] [ 24 ] |
| 16 juli 1955      | 09:07 lokale tijd | Söke                           | 37.55  | 27.05  | 23                            | 6.8 MS     | | [ 23 ] [ 24 ] |
| 25 april 1957     | 04:25 lokale tijd | Fethiye                        | 36.50  | 28.60  | 67                            | 7.1 MS     | | [ 23 ] [ 24 ] |
| 26 mei 1957       | 6:36              | Abant                          | 40.67  | 31.00  | 52                            | 7.1        | | [ 27 ]        |
| 6 oktober 1964    | 16:31 lokale tijd | Manyas                         | 40.10  | 27.93  | 23                            | 7.0 MS     | | [ 23 ] [ 24 ] |
| 19 augustus 1966  | 12:23             | Varto, Varto (district)        | 39.17  | 41.56  | 2.394                         | 6.8 Mw     | | [ 27 ]        |
| 22 juli 1967      | 16:56             | Mudurnu                        | 40.67  | 30.69  | 89                            | 7.2        | zie Noord-Anatolische Breuk | [ 27 ]        |
| 3 september 1968  | 10:19 lokale tijd | Bartın                         | 41.79  | 32.31  | 29                            | 6.5 MS     | | [ 23 ] [ 24 ] |
| 28 maart 1969     | 03:48 lokale tijd | Alaşehir                       | 38.50  | 28.40  | 53                            | 6.5 MS     | | [ 23 ] [ 24 ] |
| 28 maart 1970     | 23:02 lokale tijd | Gediz                          | 39.20  | 29.50  | 1.086                         | 7.2 MS     | | [ 23 ] [ 24 ] |
| 22 mei 1971       | 16:44             | Bingöl                         | 38.83  | 40.52  | 755                           | 6.9 Mw     | | [ 28 ]        |
| 6 september 1975  | 12:20 lokale tijd | Lice                           | 38.50  | 40.70  | 2.311                         | 6.6 MS     | | [ 23 ] [ 24 ] |
| 24 november 1976  | 14:22 lokale tijd | Muradiye                       | 39.12  | 44.03  | 4.000                         | 7.5 MS     | | [ 23 ] [ 24 ] |
| 30 oktober 1983   | 07:12 lokale tijd | Erzurum                        | 40.33  | 42.19  | 1.342                         | 6.9 MS     | | [ 23 ] [ 24 ] |
| 13 maart 1992     | 17.18             | Erzincan                       | 39.70  | 39.69  | 498                           | 6.7 Mw     | | [ 29 ]        |
| 1 oktober 1995    | 17:57 lokale tijd | Dinar                          | 38.06  | 30.13  | 90                            | 6.1 MS     | | [ 23 ] [ 24 ] |
| 27 juni 1998      | 16:55 lokale tijd | Ceyhan                         | 36.88  | 35.31  | 146                           | 6.3 Mw     | | [ 23 ] [ 24 ] |
| 17 augustus 1999  | 03:02 lokale tijd | Izmit                          | 40.77  | 30.00  | 17.127                        | 7.6 Mw     | zie Aardbeving İzmit 1999. Volgens de officiële Turkse schattingen van 19 oktober 1999, waren er 17.127 doden en 43.959 gewonden, maar veel andere bronnen stellen dat het werkelijke cijfer dichter bij 45.000 doden en een vergelijkbaar aantal gewonden zou kunnen liggen. | USGS          |
| 12 november 1999  | 18:57 lokale tijd | Düzce                          | 40.75  | 31.16  | 894                           | 7.2 Mw     | | USGS          |
| 3 februari 2002   | 07:11             | Afyon                          | 38.57  | 31.27  | 44                            | 6.5 Mw     | | [ 31 ]        |
| 1 mei 2003        | 00:27             | Bingöl                         | 39.01  | 40.46  | 177                           | 6.4 Mw     | | [ 32 ]        |
| 2 juli 2004       | 01:30             | Ağrı                           | 39.71  | 44.02  | 18                            | 5.1 Mw     | | [ 33 ]        |
| 3 augustus 2010   | 02:32             | Elâzığ                         | 38.79  | 40.03  | 41                            | 6.1 Mw     | zie Aardbeving Turkije maart 2010 | [ 34 ]        |
| 23 oktober 2011   | 13:41             | Van                            | 38.63  | 43.49  | 604                           | 7.2 Mw     | zie Aardbeving Turkije 2011 | [ 35 ]        |
| 9 november 2011   | 19:23             | Van                            | 38.42  | 43.22  | 40                            | 5.6 Mw     | | [ 36 ]        |
| 21 juli 2017      | 01:31 lokale tijd | Bodrum                         | 36.92  | 27.41  | 2 (op het Griekse eiland Kos) | 6.7 Mw     | zie Aardbeving Bodrum 2017 | [ 37 ]        |
| 26 september 2019 | 13:59 lokale tijd | Marmararegio                   | 40.89  | 28.17  | 1                             | 5.7 Mw     | Het epicentrum van de beving bevond zich in de Zee van Marmara, zo'n vijftig km westelijk van Istanboel, in het Kumburgaz-segment van de Noord-Anatolische Breukzone. De beving veroorzaakte schade aan 473 gebouwen en er vielen 1 dode en 43 gewonden.                      | [ 40 ]        |
| 24 januari 2020   | 20:55 lokale tijd | Elazığ                         | 38.23  | 39.50  | 41                            | 6.7 Mw     | zie Aardbeving Elazığ 2020 | [ 41 ] [ 42 ] |
| 30 oktober 2020   | 13:51 lokale tijd | İzmir/Samos                    | 37.91  | 26.79  | 116                           | 7.0 Mw     | zie Aardbeving Egeïsche Zee 2020 | [ 43 ] [ 44 ] |
| 6 februari 2023   | 04:17 lokale tijd | Gaziantep                      | 37.4   | 37.23  | > 57.200                      | 7.8 Mw     | zie Aardbeving Turkije-Syrië 2023 In Turkije zijn volgens officiële cijfers ruim 50.000 doden gevallen en 107.000 gewonden. In Syrië vielen meer dan 7200 doden. | [ 46 ]        |
| 6 februari 2023   | 13.24 lokale tijd | Kahramanmaraş                  | 38.0   | 37.2   | > 57.200                      | 7.5-7.7 Mw | zie Aardbeving Turkije-Syrië 2023 In Turkije zijn volgens officiële cijfers ruim 50.000 doden gevallen en 107.000 gewonden. In Syrië vielen meer dan 7200 doden. | [ 47 ]        |
| 20 februari 2023  | 20:04 lokale tijd | Defne (provincie Hatay)        | 36.16  | 36.11  | 11                            | 6.4 Mw     | De aardbeving werd gevolgd door een beving met een magnitude van 5.8 Mw in hetzelfde gebied. Beide worden beschouwd als naschokken van de zware aardbevingen van 6 februari 2023.                                                                                             | [ 49 ]        |
| 25 februari 2023  |                   | Bor (Turks district)           | 37.89  | 34.55  | n/a                           | 5.2 Mw     | zie Aardbeving Turkije-Syrië 2023 |               |
| 27 februari 2023  | 13:04             | Yeşilyurt (provincie Malatya)  | 38.18  | 38.15  | 1                             | 5.2 Mw     | zie Aardbeving Turkije-Syrië 2023 |               |
| 23 april 2025     | 12:49             | Istanbul                       | 40.840 | 28.142 | 1                             | 6.2 Mw     | zie Aardbeving Istanbul 2025 | [ 50 ]        |
| 3 juni 2025       | 02:17             | Marmaris (provincie Muğla)     | 36.8   | 28.3   | 1                             | 5.8 Mw     | | [ 51 ]        |
| 10 augustus 2025  | 19:53             | Balıkesir                      | 39.312 | 28.069 | 1                             | 6.1 Mw     | | [ 52 ]        |